# Heerstedt
Heerstedt (niederdeutsch Heerst) ist eine Ortschaft in der Einheitsgemeinde Beverstedt im niedersächsischen Landkreis Cuxhaven.

## Geografie

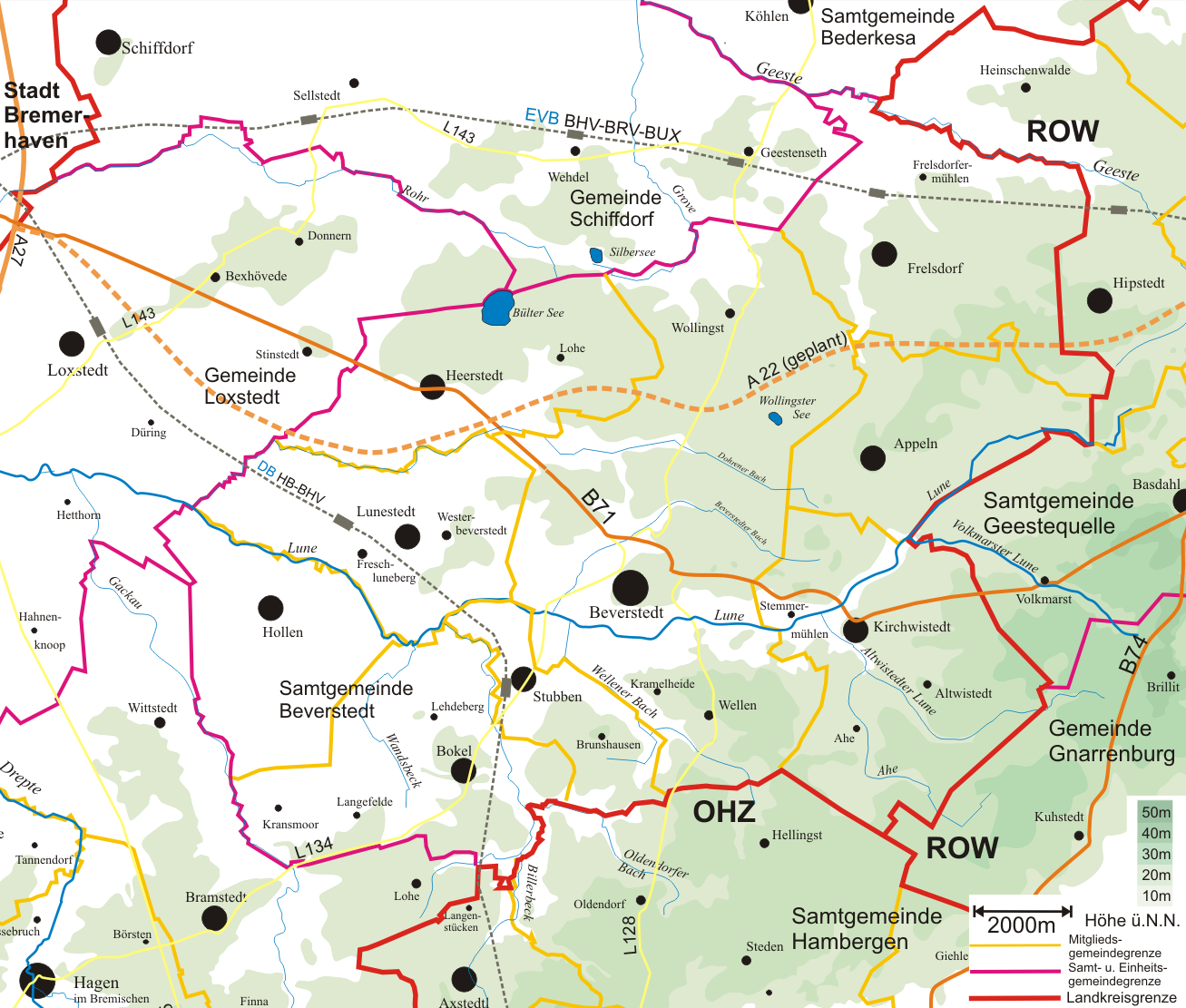
Die Ortschaften in der Einheitsgemeinde Beverstedt

### Lage
Der Ort liegt zwischen Bremerhaven und Beverstedt. Auf seinem Gebiet liegt das Naturschutzgebiet Bülter See und Randmoore.

### Ortsgliederung
- Dohren
- Heerstedt (Hauptort)
- Lohe

### Nachbarorte
| Donnern (Einheitsgemeinde Loxstedt)   |                                             | Wehdel (Einheitsgemeinde Schiffdorf)     |
| Stinstedt (Einheitsgemeinde Loxstedt) | Kompassrose, die auf Nachbargemeinden zeigt | Wollingst                                |
| Lunestedt – Ortsteil Westerbeverstedt |                                             | Ortschaft Beverstedt – Ortsteil Wehldorf |

(Quelle:)

## Geschichte
Heerstedt wird im 12. Jahrhundert erstmals erwähnt. Ein Schalenstein ist vom Ortsheimatpfleger genauer beschrieben. Er ist an der Einfahrt zu einem Kartoffel- und Gemüseladen an der B 71 zu besichtigen. Bekanntes Denkmal ist die Steinkiste von Heerstedt.
Der Brand- und Lobetag erinnert an Ereignisse der Ortschaft. Das eine Ereignis geschah am 18. Juni 1817 in Heerstedt: An diesem Tag brannte fast das ganze Dorf ab. 50 der 70 Gebäude des Dorfes wurden in kurzer Zeit ein Raub der Flammen. Löscharbeiten waren schwierig, weil nicht genug Wasser zur Verfügung stand und weil die meisten der 150 Einwohner bei der Arbeit auf dem Felde waren. In rund drei Jahren konnten 20 Gebäude wieder erstellt werden. Der Lobetag geht auf die Geschichte des Ortsteils Lohe zurück. Die Loher Bewohner gedenken der Verschonung des Ortes bei einem heftigen Gewitter. Als die beiden Orte nach dem Zweiten Weltkrieg zusammenwuchsen, wurden der Heerstedter Brandtag und der Loher Lobetag zusammengefasst.

### Eingemeindungen
Lohe und Dohren waren ursprünglich selbständige Gemeinden und wurden am 1. April 1929 nach Heerstedt eingemeindet. 1971 wurde die Gemeinde Heerstedt eine der neun Mitgliedsgemeinden der Samtgemeinde Beverstedt.
Seit dem 1. November 2011 ist Heerstedt eine Ortschaft in der Gemeinde Beverstedt.

### Einwohnerentwicklung
| Jahr | Einwohner | Quelle |
| ---- | --------- | ------ |
| 1910 | 0269 ¹    | [ 7 ]  |
| 1925 | 0262 ²    | [ 8 ]  |
| 1933 | 362       | [ 8 ]  |
| 1939 | 354       | [ 8 ]  |
| 1950 | 600       | [ 9 ]  |
| 1956 | 528       | [ 9 ]  |
| 1961 | 513       | [ 10 ] |
| 1970 | 536       | [ 10 ] |
| 1973 | 509       | [ 11 ] |
| 1975 | 0493 ³    | [ 12 ] |

| Jahr | Einwohner | Quelle |
| ---- | --------- | ------ |
| 1980 | 506 ³     | [ 13 ] |
| 1985 | 514 ³     | [ 13 ] |
| 1990 | 468 ³     | [ 13 ] |
| 1995 | 445 ³     | [ 13 ] |
| 2000 | 510 ³     | [ 13 ] |
| 2005 | 499 ³     | [ 13 ] |
| 2010 | 453 ³     | [ 13 ] |
| 2016 | 4350      | [ 14 ] |
| 2021 | 4060      | [ 1 ]  |
| 0    | 0         | 0      |

¹ die 1929 eingemeindeten Orte Dohren (= 11 Einwohner) und Lohe (= 65 Einwohner) mit einberechnet

² die 1929 eingemeindeten Orte Dohren und Lohe mit einberechnet (ohne Einwohnerangaben)

³ jeweils zum 31. Dezember
|  |

## Politik

### Gemeinderat und Bürgermeister
Auf kommunaler Ebene wird die Ortschaft Heerstedt vom Gemeinderat aus Beverstedt vertreten.

### Ortsvorsteher
Der Ortsvorsteher von Heerstedt ist Kim Frederic Haaren (CDU). Die Amtszeit läuft von 2021 bis 2026.

### Wappen
Der Entwurf des Kommunalwappens von Heerstedt stammt von dem Heraldiker und Wappenmaler Albert de Badrihaye, der zahlreiche Wappen im Landkreis Cuxhaven erschaffen hat.
| Wappen von Heerstedt | Blasonierung: „In Blau ein goldener Hügel belegt mit einer schwarzen Holzschale mit Ziernagelung, überhöht von drei goldenen durchbrochenen Rauten in Balkenstellung.“                                                                            |
| Wappen von Heerstedt | Wappenbegründung: Das Wappen erinnert daran, dass 1938 bei Heerstedt in einem Grabhügel aus der älteren Bronzezeit eine Holzschale gefunden worden ist. Die drei Rauten als Odalsrunen deuten auf die drei Ortsteile: Lohe, Heerstedt und Dohren. |

- Die Holzschale wurde mit vielen anderen bronzezeitlichen Gegenständen in der Steinkiste von Heerstedt entdeckt.

## Kultur und Sehenswürdigkeiten

### Bauwerke
- Windmühle Wesermünder Straße 53 (Alte Mühle), eine Galerieholländer-Mühle von 1867, heute Wohnmühle

### Steinkiste
Nordöstlich des Ortes befindet sich die Steinkiste von Heerstedt, eine Grabanlage aus der Zeit von 1500 v. Chr.

### Schalen- und Gedenkstein
- Am Eingang des Ladens Kartoffel & Co an der Hauptstraße liegt ein in Heerstedt gefundener Schalenstein.
- Am 18. Juni 2017 wurde ein Gedenkstein mit Tafel aufgestellt, der an den Brand- und Lobetag von 1817 erinnert

### Denkmäler
In Heerstedt steht ein Kriegerdenkmal für die Gefallenen und Vermissten aus dem Ersten und Zweiten Weltkrieg.

### Naturdenkmale
- Eine Eiche (Verordnungsdatum 2. Oktober 1995)

### Fotogalerie

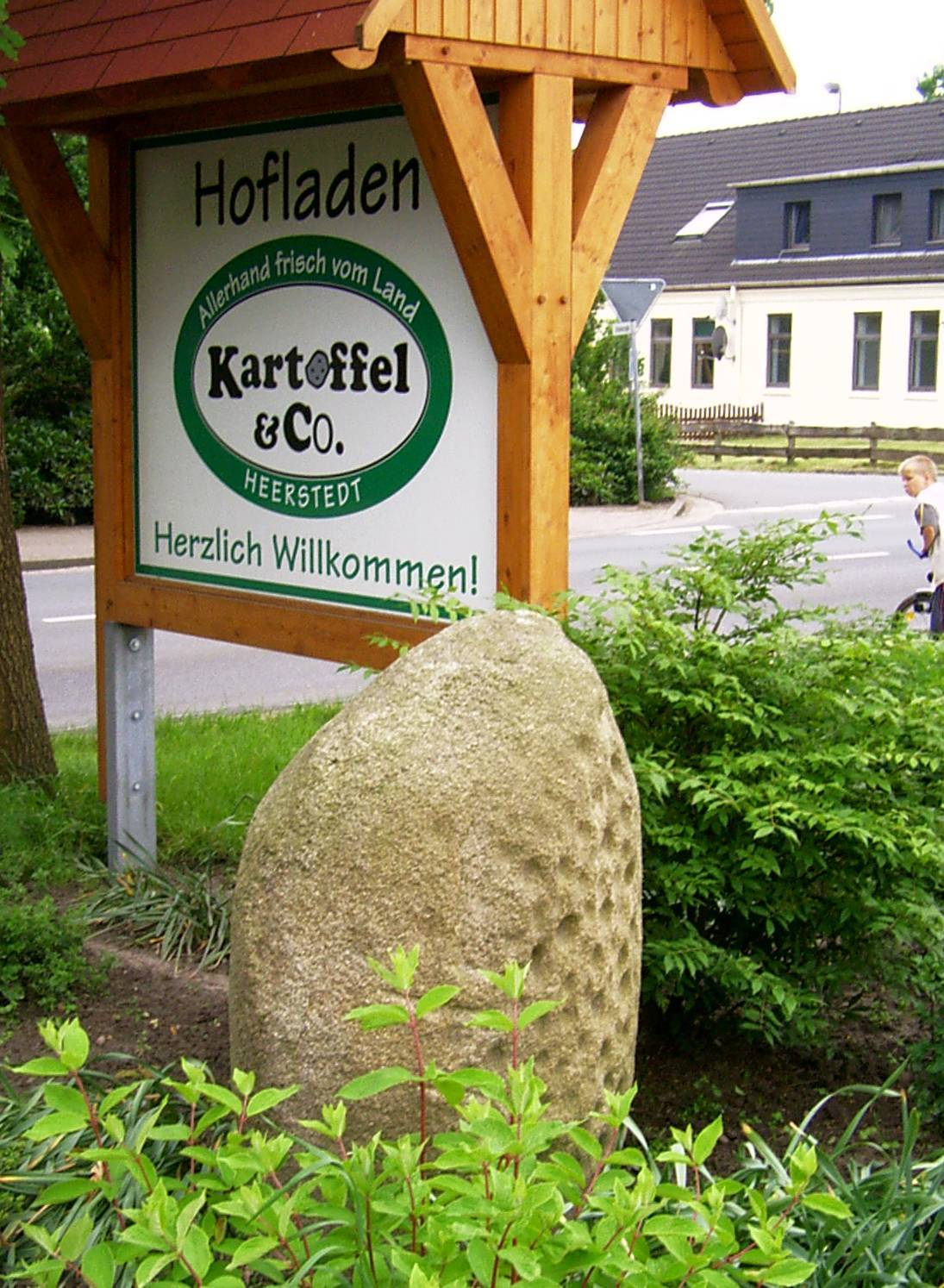
Heerstedter Schalenstein
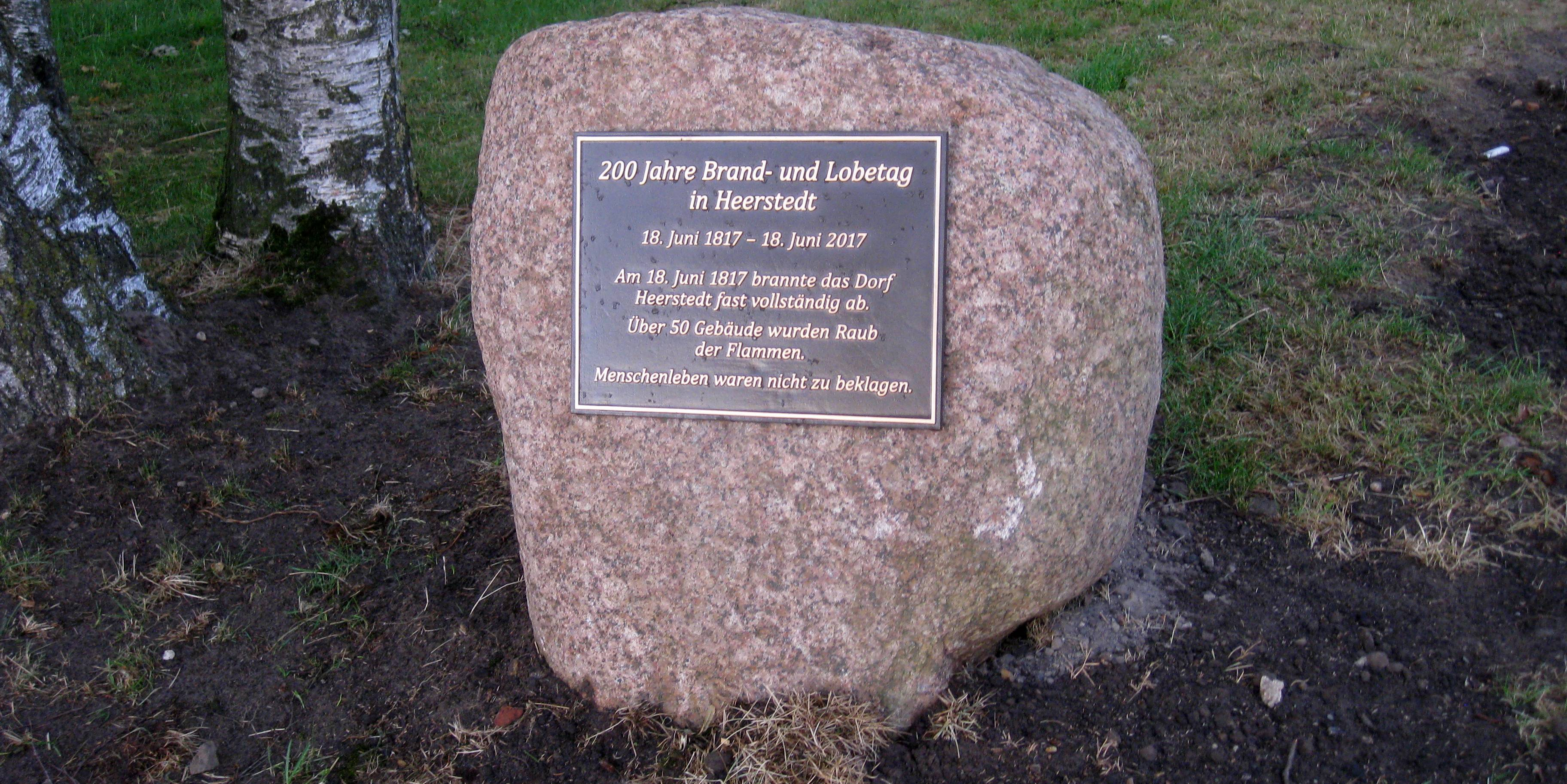
Gedenkstein zum Brand- und Lobetag an der Mehrzweckhalle
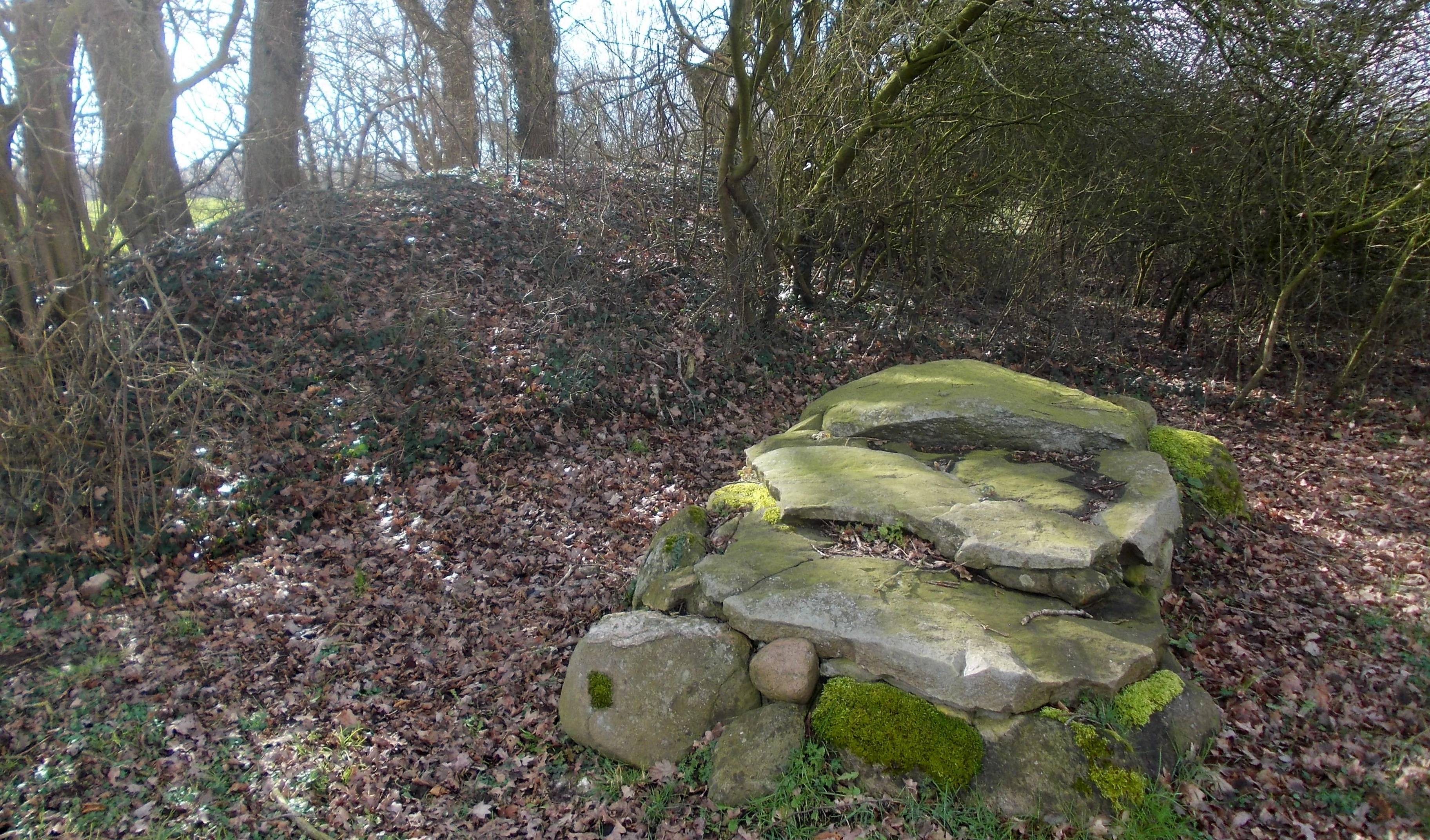
Steinkistengrab von Heerstedt
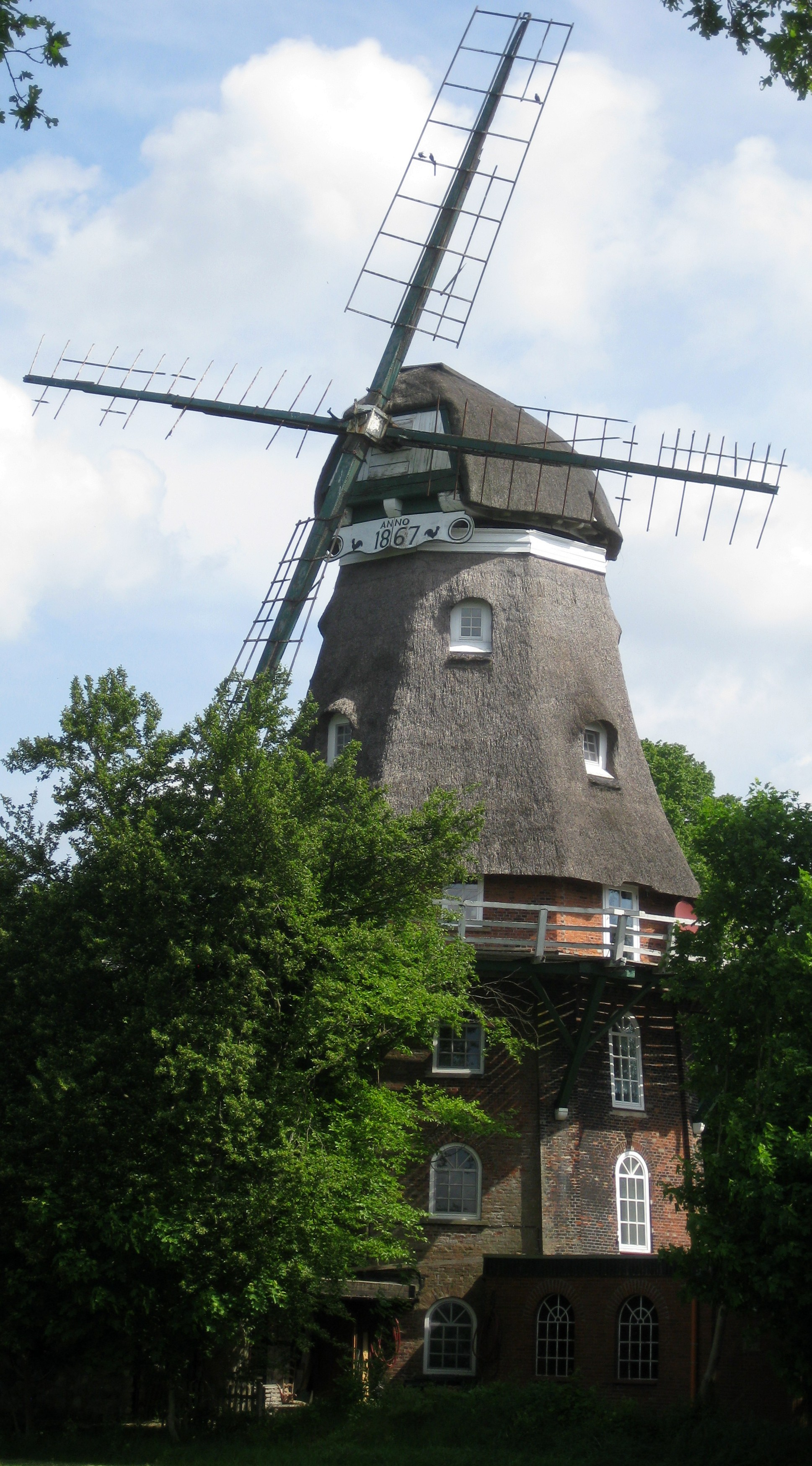
Heerstedter Mühle
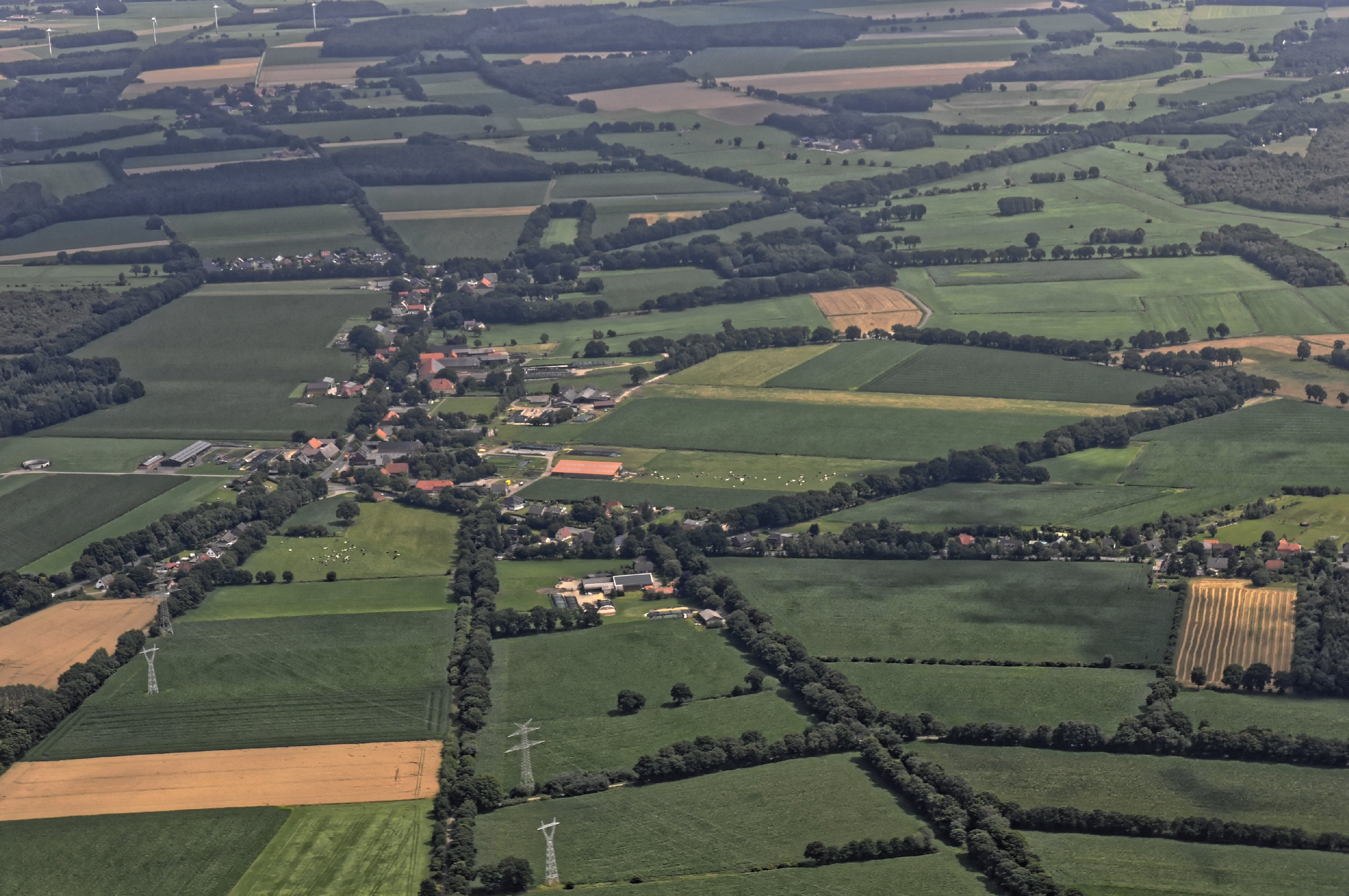
Der Ort von oben

### Sport
Es gibt eine Mehrzweckhalle, die dem TSV als Übungsstätte dient (wie auch der benachbarte Sportplatz), darüber hinaus dient sie als Versammlungsraum bei Festen im Ort.

### Regelmäßige Veranstaltungen
- Von 1979 bis 2016 fanden in der Diskothek KASBA music hall regelmäßige Tanzveranstaltungen statt.
- Gegenüber der Mehrzweckhalle öffnete einige Jahre lang im Spätsommer ein Maislabyrinth.

## Wirtschaft und Infrastruktur

### Öffentliche Einrichtungen
In der ehemaligen Schule neben der Mehrzweckhalle war ein Kinderspielkreis eingerichtet. Nachdem der im Sommer 2010 geschlossen wurde, haben dort zwei Tagesmütter ihre Einrichtung eröffnet. Regelmäßige Seniorennachmittage finden dort aber weiterhin statt.

### Verkehr
Die Bundesstraße 71, die den Ort unter anderem an Bremerhaven anbindet, durchzieht den Ort als Hauptverkehrsader. Von ihr gehen nahezu alle anderen Straßen ab.
Der Ort verfügt über ein Anruf-Sammeltaxi-System (AST). Dies verkehrt an allen Tagen der Woche (auch Schulferien).

## Sagen und Legenden
- Heerstedt brennt[19]